# Stilnovo (azienda)
Stilnovo è un'azienda italiana fondata a Milano nel 1946 specializzata nella produzione di apparecchi per l'illuminazione e complementi d'arredo.

## Storia

### Fondazione
Stilnovo viene fondata a Milano da Bruno Gatta, il cui padre, Dino, aveva precedentemente lavorato al fianco di Camillo Olivetti - con cui si era laureato a Torino - alla creazione della CGS di Ivrea. L’atto di fondazione dell’azienda risale al Giugno del 1946. La sede originale è in Via Borgonuovo 18. 

### Gli anni quaranta
Nel Dicembre del 1946 Stilnovo fa la sua prima apparizione su Domus, dove vengono pubblicate due lampade da tavolo ed un vassoio in ottone. Nel 1949 il fratello di Bruno Gatta, Paolo, entra a far parte dell’azienda che, nei mesi immediatamente successivi, prende la forma di Srl con un capitale sociale di 400.000 lire.
La ditta partecipa alla VIII Triennale del 1947, dietro invito di Piero Bottoni, commissario straordinario della Triennale, presentando lampade ed oggetti d’arte decorativa in metallo.

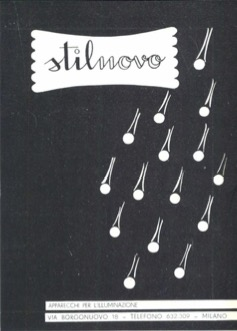
Una pubblicità di Stilnovo degli anni quaranta.

### Gli anni cinquanta
Nel 1951 Stilnovo espone nuovamente alla IX Triennale, all’interno della sezione illuminazione curata dai fratelli Achille, Livio e Pier Giacomo Castiglioni. La ditta presenta sei modelli di lampade, realizzate principalmente in metallo e marmo, di cui due verranno in seguito acquistati dalla stessa Triennale per essere utilizzati come premi del “referendum” indetto tra i visitatori. Sempre nel 1951 vengono messe in esposizione cinque lampade Stilnovo alla mostra mercato di arte decorativa italiana organizzata ad Oslo da Luciano Baldessari.
Stilnovo prende parte anche alla X Triennale, nel 1954, ottenendo la medaglia d’argento per una lampada a braccio. Sempre per la Triennale l’azienda collabora con gli architetti Baldessari e Grisotti alla realizzazione di una “Casa di campagna industrializzata”. Nello stesso anno viene aperta la filiale nella centralissima via Durini a Milano.
Nel 1954 una lampada da soffitto e una da tavolo di Stilnovo ottengono la nomina al Compasso d’Oro. Stessa cosa avviene nel 1956 quando viene nominata per il prestigioso premio una lampada a braccio dell’azienda.
Nel 1958 Bruno Gatta diventa direttore unico di Stilnovo e nello stesso anno apre la nuova sede in Via Due Macelli a Roma. L’anno successivo l’azienda diventerà Società per azioni.

### Gli anni sessanta
Stilnovo raggiunge l’apice del successo a cavallo tra la fine degli anni ’50 e gli anni ’60. In questo periodo collabora con architetti e designer di alto profilo a diversi progetti. 

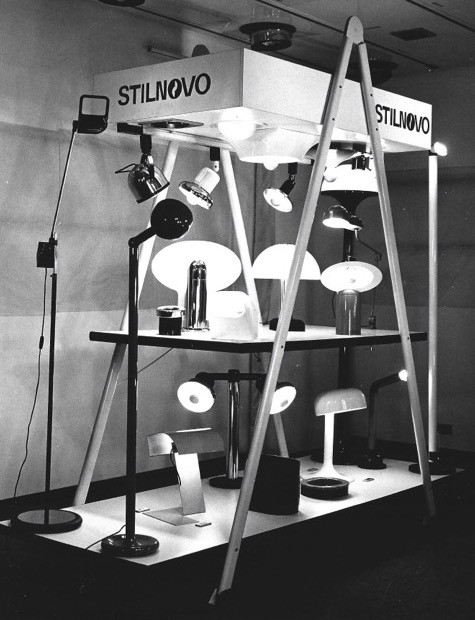
Uno stand di prodotti Stilnovo negli anni settanta.

Del 1958 è la nuova sede della Camera di Commercio, Industria e Agricoltura di Milano in Via Meravigli progettata a partire dall’anno precedente da Achille e Pier Giacomo Castiglioni. Nella sala per le riunioni della giunta vengono impiegati lampadari a saliscendi disegnati dagli architetti milanesi per Stilnovo.  Con Melchiorre Bega Stilnovo collabora in due occasioni: nel 1960 per arredare, coi lampadari a soffitto disegnati nei primi anni cinquanta da Gaetano Scolari, la sala del consiglio della società Sarom nel nuovo grattacielo poi noto come Torre Galfa e sempre nello stesso anno per illuminare la nuova sala conferenze  e proiezioni alla Fiera di Milano.  Anche il designer e grafico svizzero Walter Ballmer nel 1960 impiega prodotti Stilnovo per il nuovo negozio Olivetti Spazio a Milano. Nello stesso periodo le lampade Stilnovo illuminano il nuovo show-room della Innocenti a Milano progettato da Giovanni Pestalozza. Nel 1963, anno in cui Dino e Silvana Gatta, figli di Bruno, entrano in azienda, apre la nuova sede di Via Roma a Genova.
Nel 1965, in seguito alla crescita dell'azienda, viene aperto un nuovo stabilimento produttivo in Via Canova a Lainate.
Nel 1969 l’immagine aziendale viene rinnovata, affidandone la cura a Italo Lupi e Giancarlo Iliprandi. Quest’ultimo, in particolare, ridisegna il marchio aziendale.

### Dagli anni settanta ad oggi
Per tutti gli anni 70 Stilnovo continuerà a collaborare con designer affermati producendo alcuni dei  suoi pezzi più importanti. Nonostante il successo presso il pubblico, a livello di vendite Stilnovo comincia a soffrire, risentendo della concorrenza con le altre grandi imprese del design italiano. Nel 1986, dopo aver ricevuto un’offerta d’acquisto da parte del gruppo Finvetro, Bruno Gatta si ritira definitivamente dalla società. Nel 1988 Stilnovo viene nuovamente ceduta. A comprarla è il gruppo Venini che ne tenta il rilancio con alcuni nuovi modelli fino a terminare definitivamente la produzione nel 1993. Nello stesso anno Bruno Gatta si spegne all’età di 79 anni.
Linea Light Group, leader mondiale dell’illuminazione LED, ha acquisito Stilnovo nel 2019, riavviandone la produzione.

## Designer e prodotti iconici
Stilnovo ha collaborato con numerosi designer di primo piano tra cui: Danilo e Corrado Aroldi, Shigeaki Asahara, Gae Aulenti, Achille Castiglioni, Livio Castiglioni, Pier Giacomo Castiglioni, Piero Castiglioni, Franco Poli , Joe Colombo, Studio DDL, Giovanni Luigi Gorgoni, Antonio Macchi Cassia e Ettore Sottsass.
Tra i suoi prodotti di maggior successo vi sono:
- Saliscendi - 1957 - Achille e Pier Giacomo Castiglioni[13]
- Buonanotte - 1965 - Giovanni Luigi Gorgoni
- Periscopio - 1968 - Danilo e Corrado Aroldi[19]
- Gravita - 1968 - Antonio Macchi Cassia

- Topo e Minitopo - 1970 - Joe Colombo[20][21]

- Triedro - 1970 - Joe Colombo
- Lampiatta - 1971 - Studio DDL[20][21]
- Sistema Trepiù - 1972 - Gae Aulenti e Livio Castiglioni
- Valigia - 1977 - Ettore Sottsass[20][21][22]
- Fante - 1978 - Studio DDL[21]
- Minibox - 1981 - Gae Aulenti e Piero Castiglioni

## Mostre e collezioni

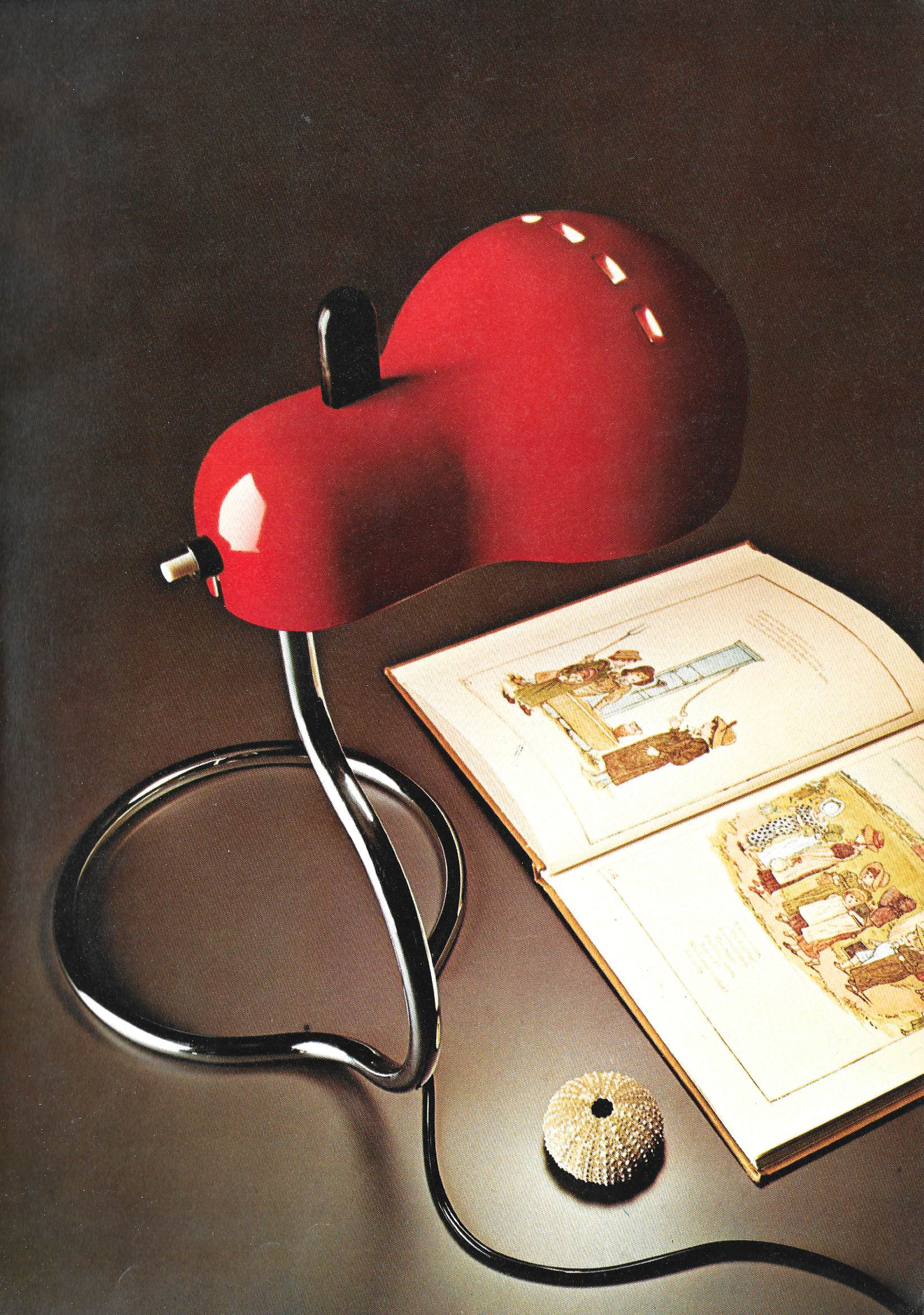
Minitopo di Joe Colombo, foto storica.

Lampade prodotte da Stilnovo sono state esposte in alcune mostre di settore e si trovano nelle collezioni permanenti dei principali musei di arti decorative.
Nel 1972 alla mostra “Italy: The New Domestic Landscape” del MoMA vengono presentate la lampada Periscopio e Nuvola, disegnata da Pietrantoni e Lucci nel 1966.
Alla mostra inaugurale dell’Israel Design Museum “Introduction to design” nel 1973 viene esposta Triedro.
La mostra “Design en stock, 2000 objets du Fonds national d’art contemporain” tenutasi a Parigi presso il Palais de la Porte Dorée nell’autunno del 2005 vede presentata la lampada Topo di Colombo.
Anche all’esposizione “Joe Colombo. L'invention du futur" del Musée des Arts Décoratifs di Parigi nel 2007 viene messa in mostra Topo.

### Collezioni
- Periscopio e Minitopo fanno parte della collezione permanente del MoMA di New York[25].
- Topo fa parte della collezione permanente del Musée des Arts Décoratifs di Parigi[24].
- Periscopio è presente nella collezione permanente della Triennale di Milano[26].